# Amblyopone elongata
Amblyopone elongata é uma espécie de formiga do gênero Amblyopone.